# 주석로 (화성시)
주석로(Juseok-ro) 화성시 남양읍 자안입구삼거리에서 봉담읍 북양리교차로를 잇는 45.6km 도로이다.

## 주요 경유지
경기도
- 화성시(봉담읍 . 비봉면 . 남양읍)

## 노선
| 이름              | 접속노선                 | 소재지 | 소재지 | 비고 |
| ----------------- | ------------------------ | ------ | ------ | ---- |
| 자안입구삼거리    | 삼천병마로               | 화성시 | 봉담읍 |      |
| 상기 교차로       | 건달산로                 | 화성시 | 봉담읍 |      |
| 요골고개          |                          | 화성시 | 봉담읍 |      |
| 비봉면            |                          | 화성시 |        |      |
| 청요교            |                          | 화성시 |        |      |
| 청요사거리        | 푸른들판로               | 화성시 |        |      |
| 지안2교           |                          | 화성시 |        |      |
| 지안사거리        | 하저자안로 주석로485번길 | 화성시 |        |      |
| 북양 교차로       | 현대기아로               | 화성시 | 남양읍 |      |
| 남양성지로와 직결 |                          |        |        |      |

## 주요 건물및 시설
- 현대오일뱅크 남양타운 주유소 (주석로 54/북양리 362-6)
- S-OIL주석셀프주유소 (주석로 79/북양리 388-1)
- 세븐일레븐 화성북양점 (주석로 165/북양리 501-4)
- GS칼텍스 (주석로 304/북양리 556-23)
- SK에너지 (주석로 353/북양리 565-28)
- 화성시추모공원 (주석로 545/청요리 878)
- 청룡초등학교 (주석로 610/청요리 571)
- S-OIL 흥운상기리주유소 (주석로 996/상기리 424-2)
- 수원여자대학교 해란캠퍼스 (주석로 1098/상기리 336-26)